# Spilornis holospilus
La culebrera filipina (Spilornis holospilus) es una especie de ave falconiforme de la familia Accipitridae endémica de Filipinas. Perteneciente al género Spilornis, es a veces considerada una subespecie del águila culebrera chiíla.[cita requerida] No se reconocen subespecies.
Esta especie se encuentra normalmente en claros de bosques, bosques abiertos y, a veces, en las tierras cultivadas con árboles dispersos.